# Toyo Ito

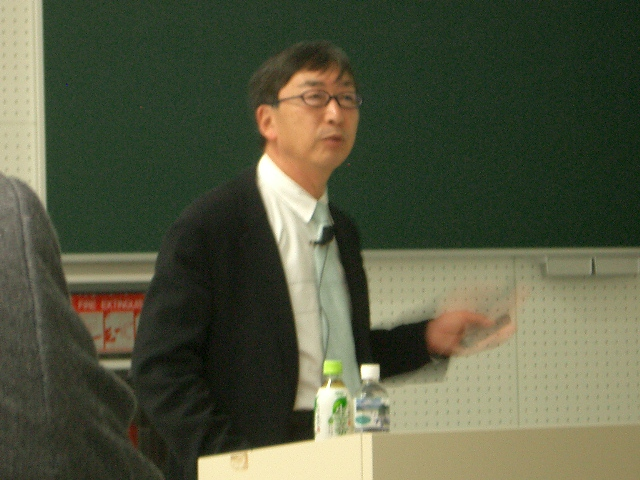
Toyo Ito

Toyo Ito (伊東豊雄, Itō Toyoo; Keijō, 1 juni 1941) is een Japans architect. 

## Biografie
Toyo Ito werd geboren in 1941 in Seoel, de hoofdstad van Zuid-Korea. Korea was indertijd ingelijfd bij Japan.
Op zeer jonge leeftijd kwam Toyo Ito met zijn familie in Japan, waar hij verder is opgegroeid en sindsdien woont en werkt. Hij heeft architectuur gestudeerd aan de Universiteit van Tokio en is daar afgestudeerd in 1965. Daarna heeft hij eerst gewerkt bij de architect Kiyonori Kikutake.Van 1971-'79 werkte hij onder de naam Urban Robot. Sinds 1979 vormt hij (met anderen) het architectenbureau Toyo Ito & Associates, Architects.
In Nederland is hij bekend als ontwerper van de Ito-toren (2005) in de Zuidas te Amsterdam. In België is hij bekend van een paviljoen (2002) op de Burg te Brugge, dat in 2013 afgebroken werd. Het paviljoen zal op termijn op een andere locatie heropgebouwd worden.
Hij was en is als gastdocent verbonden aan diverse universiteiten, waaronder Columbia University in New York.
Bekende werken in Japan zijn
- het U-huis (White U) (1976) in Tokio (in de wijk Nakano), dat hij voor zijn zus ontwierp,
- de Zilveren Hut (1984), zijn eigen woning in Tokio, naast het U-huis,
- de Toren van de Winden (1986) in Yokohama,
- de Mediatheek (2000) in de universiteitsstad Sendai.

## Onderscheidingen
- 2013: Pritzker Prize

## Galerij

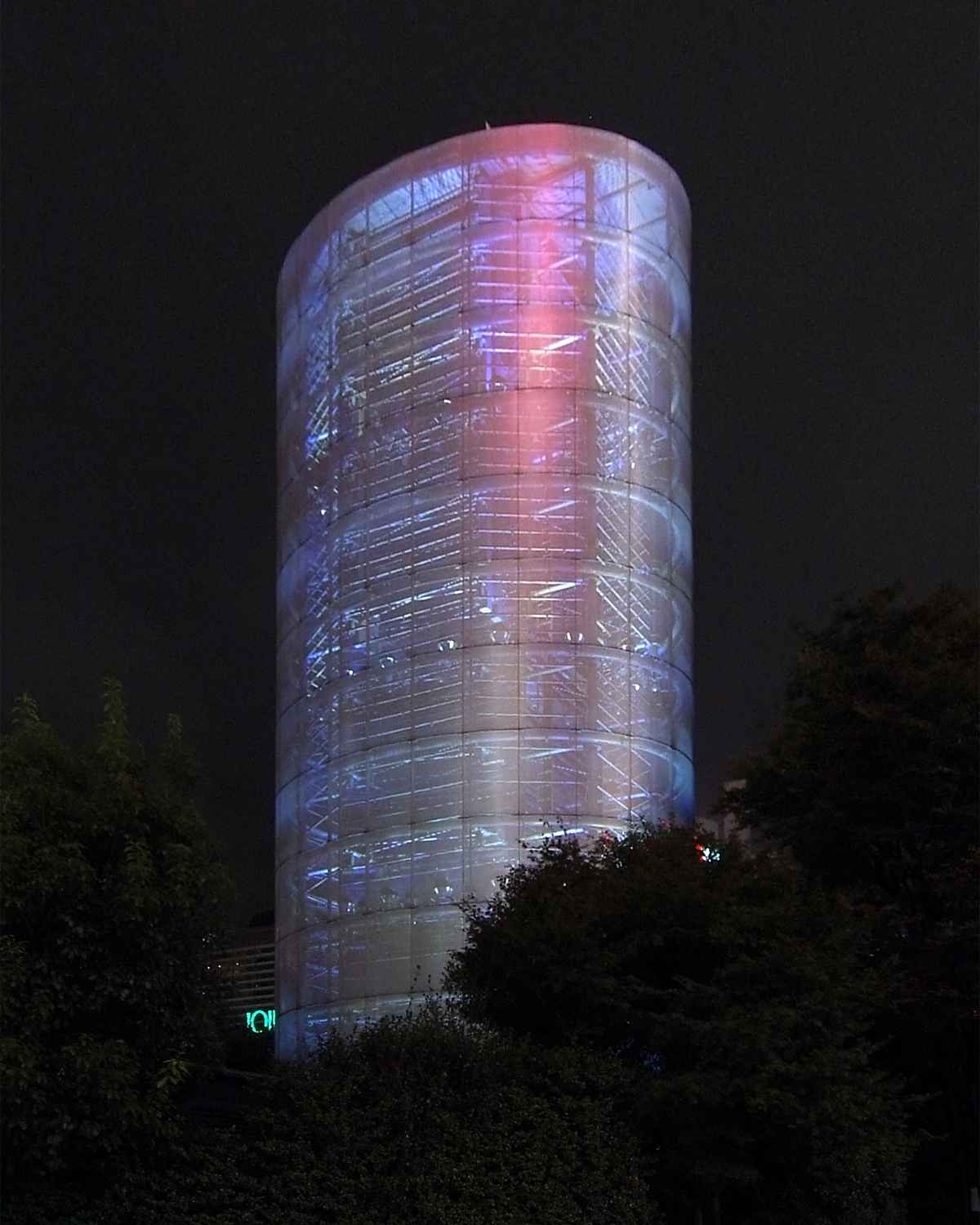
Toren van de Winden
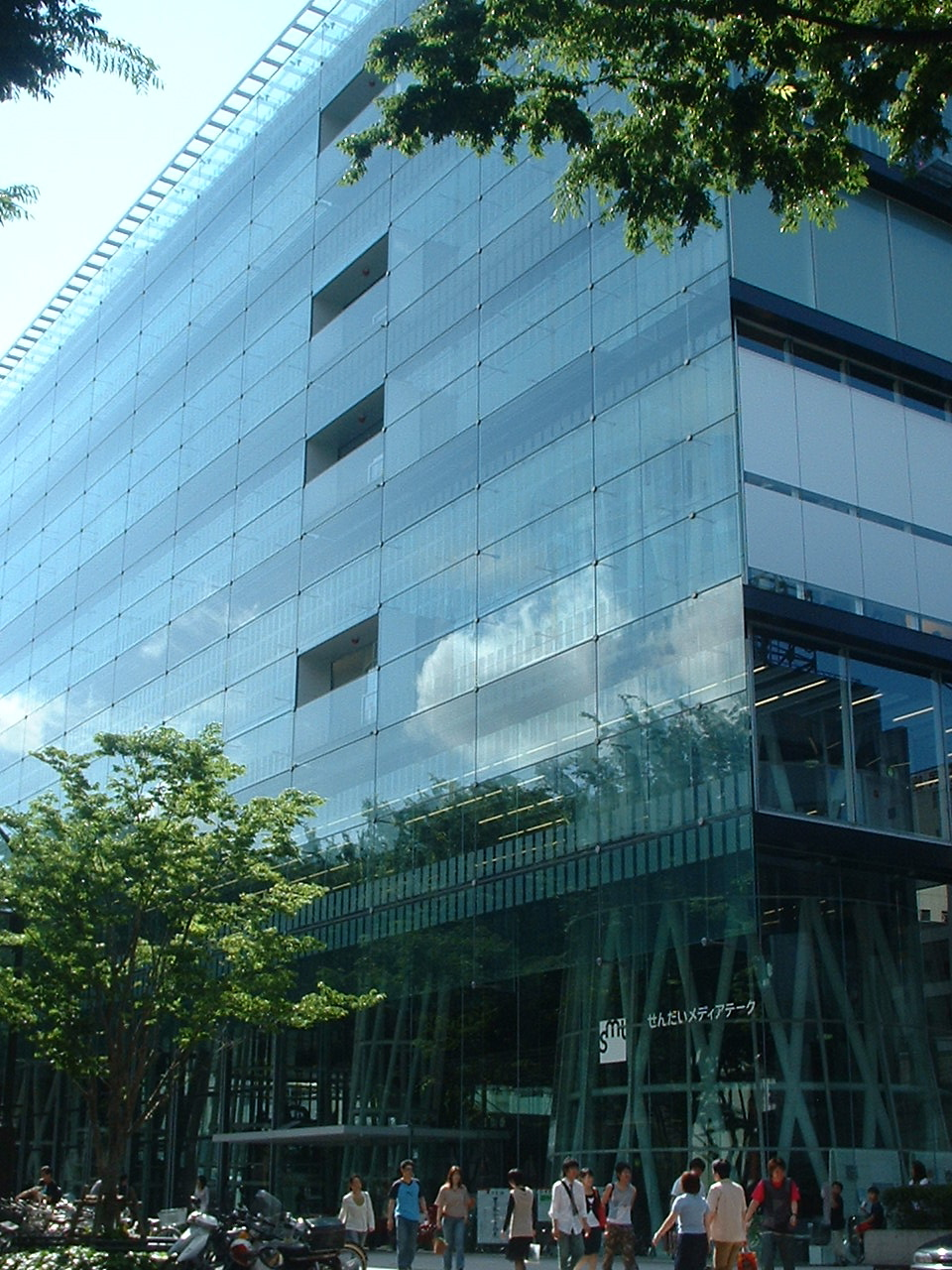
Sendai Mediatheque
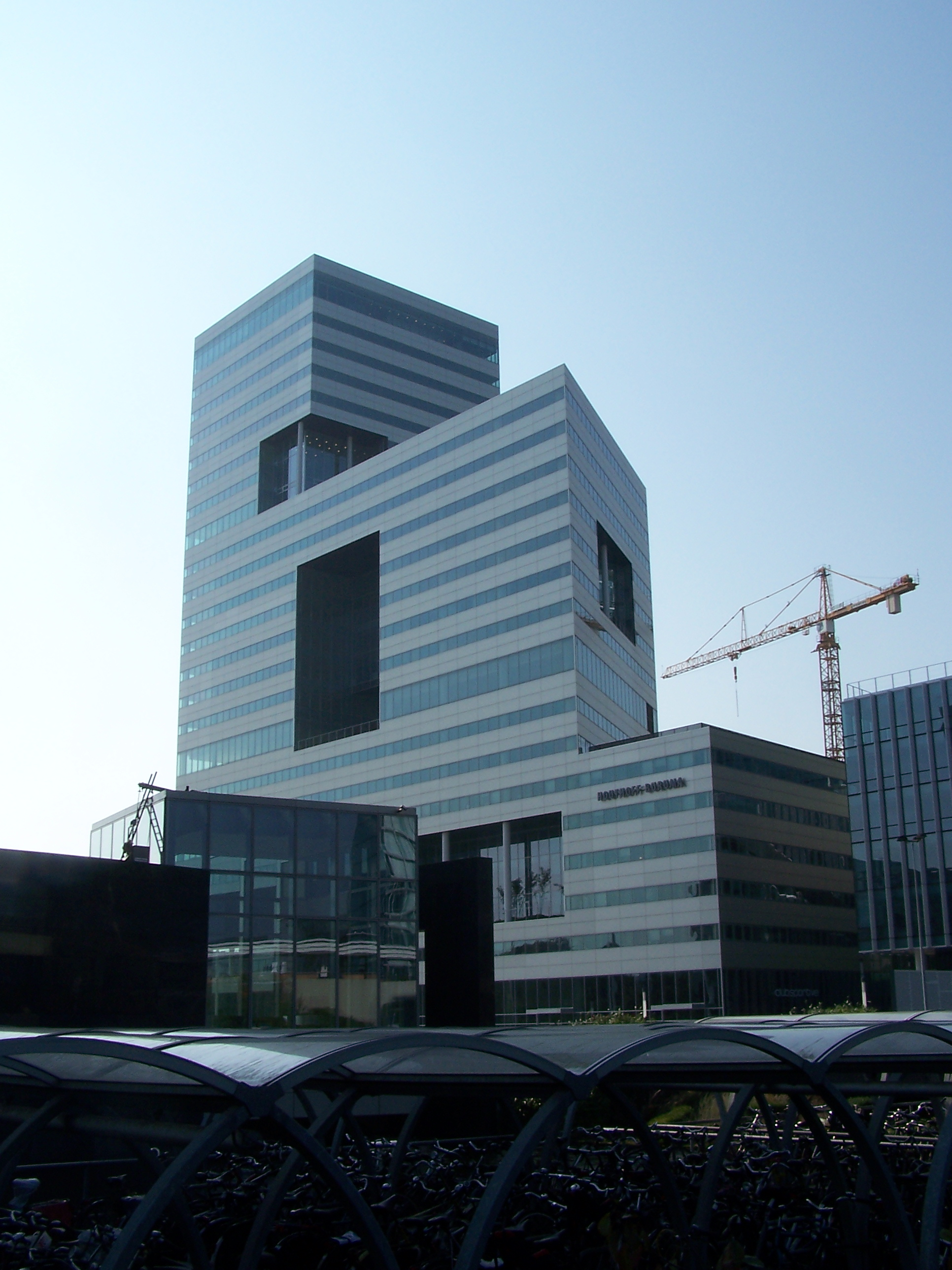
Ito-toren (Amsterdam)